# Дебелец
 Тази статия е за града в Северна България.  За растението вижте Дебелец (растение).  За селото в Североизточна България вижте Дебелец (село).
Дебелѐц е град, разположен в близост до град Велико Търново.
По данни на ГРАО към 15 март 2024 г. в града живеят 3557 души по настоящ адрес и 3738 души по постоянен адрес.

## География
Град Дебелец се намира на 6 km югозападно от Велико Търново. Разположен е в малка котловина оформена от предбалканската хълмиста зона. В близост до него са градовете Килифарево и Дряново. Дебелец е подход към старопланинските проходи Шипка и Проход на републиката (Хаинбоаз). Покрай града минава и трасето на презбалканската железопътна линия Русе – Подкова.

## Символи
В средата на месец октомври 2018 г. кметство Дебелец обявява конкурс за изработване на герб и знаме по повод 45-годишнината от обявяването му за град. Целта е населеното място да има актуален и съвременен идентификационен знак, да бъде уникален и разпознаваем. Да олицетворява неговата история, етимология на името, както и поминъка на хората в него. Най-важното е символите на града да бъдат неподвластни на времето, за вечни времена. Автори са Кристиян Ивов Иванов и Никола Петър Петров.
Гербът на град Дебелец представлява английски щит в сребро, пресечен с вълнообразна линия в лазур, глава в лазур и база в зелен цвят. Главата е обременена с цвете „дебелец“ в златен цвят, което символизира името на града и вечен живот. В центъра е Старият мост в Дебелец в злато и реката в лазур, символизират издръжливостта и силната воля на хората. Над щита е поставена крепостна кула – „Страж“ в златно, която изобразява защитата на населеното място в пряк и преносен смисъл.
Знамето е символ с първостепенно значение. То е отличителен знак за града и е йерархично подчинено по смисъл и значение на националното знаме на Република България. То има правоъгълна форма и е със съотношение на височината към дължината 3:5. Изработва се от копринен плат. Знамето е трицветно и може да се изработи в два варианта – хоризонтален и вертикален. Цветовете на знамето и в хоризонталния и вертикалния вариант са разположени вертикално от ляво на дясно синьо, бяло, зелено като в средата на белия цвят е разположен гербът на града. Те символизират:
- синият цвят (7687С по скалата на Pantone) е символ на честност, вярност и благородство
- белият цвят е символ на свободата
- зеленият цвят (342С по скалата на Pantone) е символ на плодородието на земята и историческата връзка със знамената на борците за национално освобождение
- златният цвят символизира богатството на човешката мисъл и подчертава благополучието.[2]

## История
Вероятно Дебелец е съществувал още през времето на Второто българско царство. За пръв път населеното място се споменава в османски регистър от 80-те години на XV в. под името Дебелче като тимар на Юнус, син на Кара Хазър. В друг регистър от 1579 г. селото е споменато като дервентджийско. Жителите му са задължени да ремонтират и поддържат моста над р. Беличе (Белица), както и да охраняват опасните места по пътя минаващ през него.

## Население
Численост на населението според преброяванията през годините:
| \| Година на преброяване \| Численост \| \| --------------------- \| --------- \| \| 1934 \| 2538 \| \| 1946 \| 2396 \| \| 1956 \| 2560 \| \| 1965 \| 4016 \| \| 1975 \| 4797 \| \| 1985 \| 4705 \| \| 1992 \| 4639 \| \| 2001 \| 4413 \| \| 2011 \| 4032 \| \| 2021 \| 3569 \| |           |
| Година на преброяване | Численост |
| 1934 | 2538      |
| 1946 | 2396      |
| 1956 | 2560      |
| 1965 | 4016      |
| 1975 | 4797      |
| 1985 | 4705      |
| 1992 | 4639      |
| 2001 | 4413      |
| 2011 | 4032      |
| 2021 | 3569      |

### Етнически състав
Преброяване на населението през 2011 г.
Численост и дял на етническите групи според преброяването на населението през 2011 г.:
|                     | Численост | Дял (в %) |
| Общо                | 4032      | 100.00    |
| Българи             | 3668      | 90.97     |
| Турци               | 57        | 1.41      |
| Цигани              | 77        | 1.90      |
| Други               | 6         | 0.14      |
| Не се самоопределят | 11        | 0.27      |
| Неотговорили        | 213       | 5.28      |

## Промишленост
През 1951 г. е построен машиностроителен завод „Червена звезда“. Неговата продукция се изнася в 20 страни. По времето на прехода след 1989 – 90 г. заводът, както много предприятия в България, запада. Наследник на МЗ „Червена звезда“ и „Унимаш – 1“ ООД е „ТМКо“ ООД.

## Транспорт
Дебелец има транспортни връзки с Велико Търново. Към 2016 е асфалтиран пряк вътрешен път (продължение на ул. Дълга лъка в промишлената зона на В. Търново) от моста на река Янтра в квартал Чолаковци на Велико Търново до разклона гр. Дебелец-ЖП гара (Дебелец) / ТМКО ООД иначе достъпа е през разклон на пътя за проходите Хаинбоаз и Шипка. Ежедневно на интервал от 30 мин. се движи автобусна линия №3 от 06:00 до 20:30 (последен автобус от Дебелец в 21:00). Работи и автобусна линия №33, която се движи по маршрут Велико Търново – Дебелец – Килифарево. Съществуват и други пътнически автобусни линии, пътуващи до Дебелец, които го свързват с Вонеща вода, Въглевци, Мишеморков хан, Плаково, Големани, Габровци и др. В град Дебелец има и жп гара, която го свързва с градовете Велико Търново, Горна Оряховица, Трявна, Плачковци, Стара Загора, и Пловдив.
- Кметството в Дебелец
- ПК „Труд“
- ТМКо ООД

## Забележителности
Над река Белица е построен Старият мост преди повече от 300 години от неизвестен майстор. Легендата разказва, че след като мостът бил изкаран, реката придошла и го съборила. Беят се ядосал и казал на майстора, че ще му отреже главата, ако мостът пак бъде съборен.
През 1830 г. е открито първото килийно училище при църквата „Св. Марина“, в което учителства възрожденеца П. Р. Славейков.
1934 г. отваря врати новото училище „Д-р Петър Берон“, в което учат над 350 деца. Във връзка с развитието на машиностроенето през 1963 г. е открита ПГМ „Н. Й. Вапцаров“.
- Старият мост
- Църквата Св. Марина

## Редовни събития
Традиционният сбор на Дебелец е през първата неделя от месец август.
- Сватбена церемония в Дебелец, преди 1945 г.
- Традиционен празник на града

## Личности
- Киро Ганев, български революционер от ВМОРО, четник на Никола Груйчин[9]
- Никола Христов (Самоук) – роден 1844 г., майстор на първата веялка.
- Дончо Момчев Хаджиев – роден 1855 г., основателят на дружеството и читалище „Съгласие“.
- Никола Кузманов, роден в Лозенград през 1869 г. Директор на Дебелската смесена гиманзия.
- Петър Мазнев (Даскала) – (1894 – 1922), анархист.
- Цоню Ганев – роден 28 октомври 1896 г. Генерал-майор, командир на шестнадесета пехотна дивизия, която под негово ръководство печели ключови битки по време на Втората световна война в сраженията край река Драва срещу хитлеристките окупатори. Награждаван с много ордени за бойни заслуги. Описал участието на 16-а пехотна дивизия в Дравската епопея в книгата „Сурови дни“, София 1965 г., Държавно военно издателство.

- Хаджи Никола Самоук
- Дончо Хаджиев
- Никола Кузманов

## Кухня
Характерна за селището е туршия от дини – кисела. Избират се малки динчета и се слагат в каца или бидон. Заливат се със студена вода и се оставят да втасат.

## Други
На Дебелец е наречена улица в София (Карта).